# NGC 6855
NGC 6855 (również PGC 64116) – galaktyka spiralna z poprzeczką (SB0-a), znajdująca się w gwiazdozbiorze Lunety. Odkrył ją 10 lipca 1834 roku John Herschel.